# گئورگ پوستل
گئورگ پوستل (آلمانی: Georg Postl؛ زادهٔ ۱ ژانویهٔ ۲۰۰۰) دوچرخه‌سوار اهل اتریش است. وی در سال‌های ۱۹۶۹ و ۱۹۷۰ قهرمان مسابقات ملی دوچرخه‌سواری جاده اتریش شده است.